# Колібрі-манго зеленогорлий
Колі́брі-ма́нго зеленогорлий (Anthracothorax viridigula) — вид серпокрильцеподібних птахів родини колібрієвих (Trochilidae). Мешкає в Південній Америці.

## Таксономія

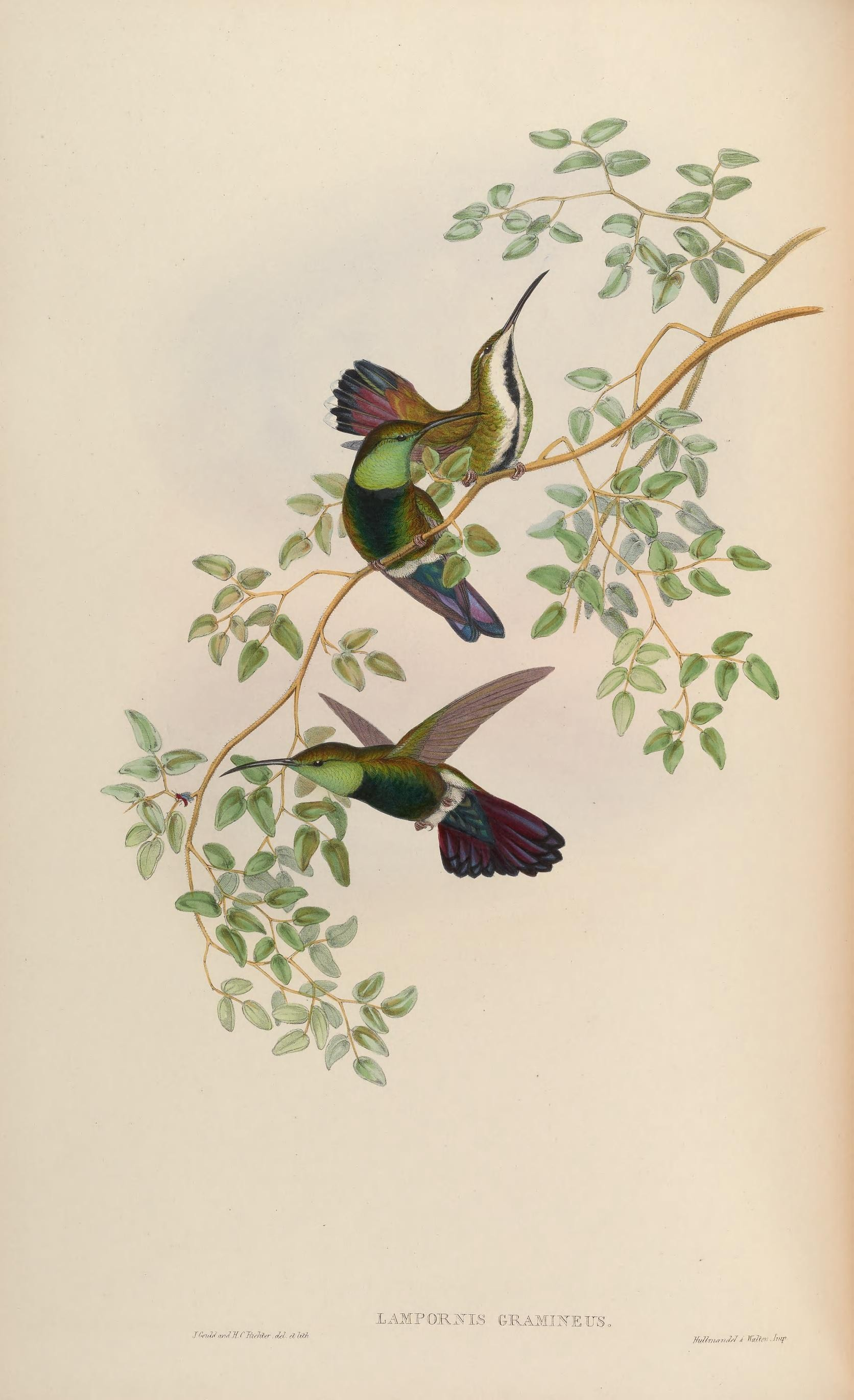
Зеленокрилі колібрі-манго

Зеленокрилий колібрі-манго був описаний французьким натуралістом Жоржем-Луї Леклерком де Бюффоном в 1780 році в праці «Histoire Naturelle des Oiseaux» за зразком з Каєнни (Французька Гвіана). Науково вид був описаний в 1783 році, коли голландський натураліст Пітер Боддерт класифікував його під назвою Trochilus largipennis у своїй праці «Planches Enluminées». Пізніше вид був переведений до роду Колібрі-манго (Anthracothorax), введеного німецьким натуралістом Фрідріхом Бойє у 1831 році. Зеленокрилий колібрі-манго є типовим видом цього роду.

## Опис
Довжина птаха становить 10,5—12,5 см, самці важать 7,5—8,5 г, самиці 6 г. У самців верхня частина тіла бронзово-зелена, горло нижня частина тіла зелені, блискучі, по центру грудей і живота проходить оксамитово-чорна смуга. Центральні стернові пера темно-коричневі або зелені, решта фіолетові, блискучі, крайні стернові пера мають темно-сірі кінчики. Лапи покриті білим пуховим пір'ям. Дзьоб довгий, чорний, дещо вигнутий.
У самиць верхня частина тіла така ж, як у самців. Нижня частина тіла у них переважно біла, по її центру від підборіддя до живота проходить оксамитово-чорна смуга. Хвіст такий же, як у самців, однак крайні стернові пера мають білі кінчики. Забарвлення молодих птахів є подібне до забарвлення самиць, однак підборіддя і нижня частина тіла у них каштанові.

## Поширення і екологія
Зеленогорлі колібрі-манго мешкають в прибережних районах Південної Америки, від північно-східної Венесуели (на схід від півострова Парія) через Гаяну, Суринам і Французьку Гвіану до бразильського штату Мараньян, а також в долині Амазонки на захід до гирла Ріу-Негру і на острові Тринідад. Вони живуть в мангрових лісах, у вологих саванах та в інших заболочених ландшафтах, місцями порослих високими деревами, на висоті до 500 м над рівнем моря.
Зеленогорлі колібрі-манго живляться нектаром квітучих дерев, зокрема з родів Erythrina, Caesalpinia, Tabebuia, Cordia і Spathodea, а також комахами, яких ловлять в польоті або збирають з рослинності. Самці захищають кормові території. Гніздування відбувається протягом всього року, в Гаяні переважно з січня по березень. Гніздо невелике, чашоподібне, розміщується на дереві, на висоті понад 10 м над землею. В кладці 2 білих яйця розміром 16,5×9,5 мм і вагою 0,71 г. Інкубаційний період триває 14—15 днів. Пташенята покидають гніздо через 24—25 днів після вилуплення, однак самиці продовжують піклуватися про них ще 3—4 тижні. Птахи набувають статевої зрілості у віці 2 років.